# Nutabe
El nutabe o antioqueño és una llengua txibtxa del nord de Colòmbia i que actualment està extingida. Va pertànyer probablement al grup cundicocuyisc del grup de les llengües magdalèniques, juntament amb el muisca.